# CSDコロコロ
クルブ・ソシアル・イ・デポルティーボ・コロコロ（Club Social y Deportivo Colo-Colo (スペイン語発音: [ˌkolo ˈkolo])）は、チリの首都サンティアゴを本拠地とするサッカークラブである。国内リーグでは通算32回の優勝を誇り、チリのクラブでは唯一コパ・リベルタドーレスを制するなど、チリ屈指の強豪であり最も人気のあるクラブである。
クラブ名のコロコロは、スペインによる侵略に対して最後まで降伏せず戦い続けたマプチェ族の首長コロコロに由来する。

## 歴史
1925年4月19日に創設。
1991年6月5日にエスタディオ・モヌメンタルで行われたコパ・リベルタドーレス決勝第2戦でパラグアイのクルブ・オリンピアに3-0で勝利し、南米サッカー界の頂点に立った。
1991年12月8日に国立霞ヶ丘競技場陸上競技場で行われたインターコンチネンタルカップではユーゴスラビアのレッドスター・ベオグラードと対戦したが0-3で敗れ、クラブ世界一になることはできなかった。

## ライバル
コロコロの最大のライバルはウニベルシダ・デ・チレである。この両者の対戦はクラシコ・デル・フトボル・チレーノ（スーペルクラシコ）と呼ばれ、チリで最も関心を集め、権威のあるダービーマッチである。

## タイトル

### 国内タイトル

#### リーグ:34回
1937(シーズン無敗), 1939, 1941(シーズン無敗), 1944, 1947, 1953, 1956, 1960, 1963, 1970, 1972, 1979, 1981, 1983, 1986, 1989, 1990, 1991, 1993, 1996, 1997後期, 1998, 2002全国, 2006前期, 2006後期, 2007前期, 2007後期, 2008後期, 2009後期, 2014後期, 2015前期, 2017, 2022, 2024

#### カップ:18回
カンペオナート・デ・アペルトゥーラ
1933, 1938, 1940, 1945
コパ・チレ
1958, 1974, 1981, 1982, 1985, 1988, 1989, 1990, 1994, 1996, 2016, 2019, 2021
スーペルコパ・デ・チレ
2017, 2018

### 国際タイトル
- コパ・リベルタドーレス:1回

1991
- コパ・インテラメリカーナ:1回

1991
- レコパ・スダメリカーナ:1回

1992

## 過去の成績
2012年までは暦年（1月-12月）を1シーズンとし、暦年前半にアペルトゥーラ、暦年後半にクラウスーラを行なっていた。2013-14シーズンからはシーズン開始時期を半年ずらし、7月-翌年6月を1シーズンとし、暦年後半にアペルトゥーラ、暦年前半にクラウスーラを行なっている。移行期間となった2013年は半年を1シーズンとし、トランシシオン（移行）という名称のシーズンを行なった。
| シーズン  | シーズン       | ディビジョン | レギュラーシーズン | レギュラーシーズン | レギュラーシーズン | レギュラーシーズン | レギュラーシーズン | レギュラーシーズン | レギュラーシーズン | レギュラーシーズン | プレーオフ   | 備考 |
| シーズン  | シーズン       | ディビジョン | 順位               | 試合数             | 勝                 | 分                 | 敗                 | 得点               | 失点               | 勝ち点             | プレーオフ   | 備考 |
| --------- | -------------- | ------------ | ------------------ | ------------------ | ------------------ | ------------------ | ------------------ | ------------------ | ------------------ | ------------------ | ------------ | ---- |
| 2007      | アペルトゥーラ | プリメーラ   | 1位                | 20                 | 14                 | 5                  | 1                  | 47                 | 16                 | 47                 | なし         |      |
| 2007      | クラウスーラ   | プリメーラ   | グループ1位        | 20                 | 11                 | 6                  | 3                  | 40                 | 21                 | 39                 | 優勝         |      |
| 2008      | アペルトゥーラ | プリメーラ   | グループ1位        | 19                 | 7                  | 6                  | 6                  | 35                 | 29                 | 27                 | 決勝敗退     |      |
| 2008      | クラウスーラ   | プリメーラ   | グループ2位        | 18                 | 10                 | 3                  | 5                  | 32                 | 19                 | 33                 | 優勝         |      |
| 2009      | アペルトゥーラ | プリメーラ   | 13位               | 17                 | 5                  | 4                  | 8                  | 28                 | 28                 | 19                 | 出場せず     |      |
| 2009      | クラウスーラ   | プリメーラ   | 4位                | 17                 | 8                  | 4                  | 5                  | 28                 | 19                 | 28                 | 優勝         |      |
| 2010      | 通年           | プリメーラ   | 2位                | 34                 | 22                 | 5                  | 7                  | 67                 | 34                 | 71                 | なし         |      |
| 2011      | アペルトゥーラ | プリメーラ   | 8位                | 17                 | 7                  | 3                  | 7                  | 28                 | 26                 | 24                 | 準々決勝敗退 |      |
| 2011      | クラウスーラ   | プリメーラ   | 3位                | 17                 | 9                  | 3                  | 5                  | 27                 | 28                 | 30                 | 準決勝敗退   |      |
| 2012      | アペルトゥーラ | プリメーラ   | 6位                | 17                 | 7                  | 5                  | 5                  | 22                 | 21                 | 26                 | 準決勝敗退   |      |
| 2012      | クラウスーラ   | プリメーラ   | 1位                | 17                 | 9                  | 6                  | 2                  | 32                 | 14                 | 33                 | 準決勝敗退   |      |
| 2013      | トランシシオン | プリメーラ   | 10位               | 17                 | 6                  | 3                  | 8                  | 26                 | 27                 | 21                 | なし         |      |
| 2013-2014 | アペルトゥーラ | プリメーラ   | 8位                | 17                 | 7                  | 3                  | 7                  | 22                 | 23                 | 24                 | なし         |      |
| 2013-2014 | クラウスーラ   | プリメーラ   |                    |                    |                    |                    |                    |                    |                    |                    | なし         |      |

## 現所属メンバー
2025年1月22日現在
注：選手の国籍表記はFIFAの定めた代表資格ルールに基づく。
| No. | Pos. |              | 選手名                     |
| --- | ---- | ------------ | -------------------------- |
| 1   | GK   | チリ         | ブライアン・コルテス       |
| 2   | DF   | チリ         | ホナタン・ビジャグラ       |
| 3   | DF   | チリ         | ダニエル・グティエレス     |
| 4   | DF   | ウルグアイ   | アラン・サルディビア       |
| 5   | MF   | チリ         | ビクトル・メンデス         |
| 6   | DF   | チリ         | セバスティアン・ベガス     |
| 7   | MF   | チリ         | フランシスコ・マルチャント |
| 8   | MF   | チリ         | エステバン・パベス ()      |
| 9   | FW   | アルゼンチン | ハビエル・コレア           |
| 10  | MF   | アルゼンチン | クラウディオ・アキーノ     |
| 11  | FW   | チリ         | マルコス・ボラドス         |
| 12  | GK   | チリ         | エドゥアルド・ビジャヌエバ |
| 13  | DF   | チリ         | ブルーノ・グティエレス     |
| 14  | FW   | チリ         | クリスティアン・サバラ     |
| 15  | DF   | シリア       | エミリアーノ・アモール     |

| No. | Pos. |            | 選手名                   |
| --- | ---- | ---------- | ------------------------ |
| 16  | DF   | チリ       | オスカル・オパソ         |
| 17  | DF   | チリ       | クリスティアン・リケルメ |
| 19  | FW   | ウルグアイ | サロモン・ロドリゲス     |
| 20  | FW   | チリ       | アレクサンデル・オロス   |
| 21  | DF   | チリ       | エリック・ウィーンベルグ |
| 22  | DF   | チリ       | マウリシオ・イスラ       |
| 23  | MF   | チリ       | アルトゥーロ・ビダル     |
| 24  | FW   | チリ       | レアンドロ・エルナンデス |
| 25  | MF   | チリ       | トマス・アラルコン       |
| 27  | MF   | チリ       | ディエゴ・プラサ         |
| 30  | GK   | チリ       | フェルナンド・デ・パウル |
| 32  | FW   | チリ       | ルーカス・セペダ         |
| 33  | DF   | チリ       | ハビエル・ロハス         |
| 34  | MF   | チリ       | ビセンテ・ピサーロ       |
| 40  | DF   | チリ       | ニコラス・スアレス       |

監督
- ホルヘ・アルミロン

## 歴代監督
- ミルコ・ヨジッチ 1990-1993
- ビセンテ・カンタトーレ 1994
- イグナシオ・プリエト 1994
- グスタボ・ベニテス 1995-1998
- ネルシーニョ 1999
- フェルナンド・モレナ 1999-2000
- ロベルト・エルナンデス 2001
- ハイメ・ピサーロ 2002-2004
- リカルド・ダブロウスキ 2004
- マルセロ・エスピナ 2005
- リカルド・ダブロウスキ 2005
- クラウディオ・ボルギ 2006-2008
- フェルナンド・アステンゴ 2008
- マルセロ・バルティチョット 2008-2009
- ウーゴ・トカッリ 2009-2010
- ディエゴ・カーニャ 2010-2011
- アメリコ・ガジェゴ 2011
- イボ・バサイ 2011-2012
- オマル・ラブルナ 2012-2013
- グスタボ・ベニテス 2013
- エクトル・タピア 2013-2015
- ホセ・ルイス・シエラ 2015-2016
- パブロ・ゲーデ 2016-2018
- エクトル・タピア 2018
- マリオ・サラス 2019-2020
- グスタボ・キンテロス 2020-2023
- ホルヘ・アルミロン 2024-

## 歴代所属選手
GK
- ミサエル・エスクティ 1946-1964
- マルセロ・ラミレス 1984-1989, 1991-2001
- ダニエル・モロン 1989-1995
- クラウディオ・ブラーボ 2002-2006
- アグスティン・オリオン 2017-

DF
- ウンベルト・クルス 1963-1971
- リサルド・ガリード 1975-1976, 1980-1992
- エリアス・フィゲロア 1982
- アグスティン・サルバティエーラ 1987-1995
- ミゲル・ラミレス 1988-1995, 2004-2005
- ハビエル・マルガス 1988-1996
- パブロ・コントレラス 1996-1999
- アルトゥーロ・ビダル 2005-2007
- ダニエル・サナブリア 2005
- セルソ・アジャラ 2006
- フリオ・バロッソ 2014-

MF
- フランシスコ・バルデス 1961-69, 1971, 1978-81
- ラウール・オルメーニョ 1975-1992
- ハイメ・ピサーロ 1983-1993
- マルセロ・バルティチョット 1988-1992, 1996-2002
- エドゥアルド・ビルチェス 1989-1994
- ガブリエル・メンドーサ 1991-1996, 2001
- パンチョ 1992-1998
- マルコ・エチェベリ 1994
- フランク・ロボス 1998-1999, 2006
- ゴンサロ・フィエロ 2002-2008, 2012-2018
- マティアス・フェルナンデス 2004-2006
- ホルヘ・バルディビア 2005-2006
- ハイメ・バルデス 2014-2019

FW
- ギジェルモ・スビアブレ 1927-1934
- エンリケ・ソレル 1934-1945
- ジョージ・ロブレド 1953-1958
- レオネル・サンチェス 1970
- ウーゴ・ルビオ 1986-1987, 1991-1994, 1995-1996
- リカルド・ダブロウスキ 1987-1992
- ルベン・マルティネス 1990-1993
- ルイス・ペレス 1991
- パトリシオ・ジャニェス 1991-1995
- クラウディオ・ボルギ 1992
- エクトル・タピア 1994-1998, 2001, 2005
- エルナン・ロドリゴ・ロペス 2000
- イバン・サモラーノ 2002-2003
- アレクシス・サンチェス 2006-2007
- ウンベルト・スアソ 2006-2007
- ルーカス・バリオス 2008-2009
- エステバン・パレデス 2009-2012, 2014-